# Thủy điện Nậm Núa
Thủy điện Nậm Núa là thủy điện xây dựng trên dòng nậm Nứa tại vùng đất xã Pa Thơm huyện Điện Biên, tỉnh Điện Biên, Việt Nam.
Thủy điện Nậm Núa có công suất 10,8 MW với 2 tổ máy, sản lượng điện hàng năm 42,1 triệu KWh, khởi công tháng 1/2015, hoàn thành tháng 11/2017.

## Nậm Nứa
Nậm Nứa hay Nam Neua (sông Nưa), các giới thiệu của tỉnh Điện Biên ghi là Nậm Núa , là sông bắt nguồn từ xã Mường Nhà, Điện Biên ở Việt Nam .21°5′2″B 103°7′19″Đ / 21,08389°B 103,12194°Đ
Sông chảy đến xã Pa Thơm thì đổi hướng tây nam theo dọc biên giới Việt-Lào và rồi sang nước Lào. 
Tại Lào sông chảy qua muang May đến muang Khoua (Mường Khoa) tỉnh Phongsaly thì đổ vào một phụ lưu của sông Mekong là Nam Ou. 21°03′38″B 102°40′10″Đ / 21,060676°B 102,669429°Đ